# Steam Controller
Steam Controller — ігровий контролер, розроблений і випущений корпорацією Valve. Контролер може бути використаний з ПК з операційними системами Windows, Linux / SteamOS, macOS і встановленим сервісом Steam, а також з пристроєм Steam Link і однойменною додатком на платформах iOS, Android і tvOS.
Відмінною особливістю даного контролера є наявність двох трекпедом зі зворотним тактильним зв'язком. Кожен трекпад також є кнопкою. Контролер може емулювати клавіатуру і мишу, тому його можна використовувати навіть зі старими іграми.

## Короткі характеристики
- Два трекпада
- Тактильна віддача з високою роздільною здатністю
- Аналоговий стік
- Тригери подвійного рівня (кожен з ходом в 10°, а також датчиком магнітного потоку і перемикачем тактильності)
- Гіроскоп і акселерометри (можливість управляти кермом автомобіля в гоночних іграх за допомогою нахилів контролера, або використання для інших видів жестової управління)
- Можливість гнучкого налаштування розкладки і можливість ділитися ними з гравцями
- Підтримка проводового (USB-адаптер) і бездротового режимів (бездротове з'єднання на відстані до 5 метрів за допомогою адаптера, а також Bluetooth-з'єднання з програмного оновлення від 12 травня 2018 роки)
- 2 батарейки формату АА забезпечують більше 80 годин ігрового процесу

## Пристрій контролера

### Трекпади
Головними елементами контролера Steam є два круглих трекпада високої розділової здатності, розташовані під великими пальцями гравців. Кожен трекпад є кнопкою. Трекпаді покликані збільшити точність введення.
Контролер підтримує введення абсолютно точного формату один-до-одного за допомогою віртуалізованих систем управління, наприклад трекболу, адаптаційного центрир джойстика і навіть рульового колеса. Ці поверхні можуть бути запрограмовані для підтримки всього, що потрібно грі.
Дана особливість дозволяє грати за допомогою контролера в ті жанри ігор, для яких раніше було потрібно наявність клавіатури і миші: покрокові стратегії і стратегії в реальному часі; казуальні ігри з керуванням, здійснюваним за допомогою курсору; глобальні космічні стратегії; численні інді-ігри; симулятори.

### Тактильна віддача
Для реалізації в трекпаді тактильного зворотного зв'язку були використані два лінійних резонансних приводу. Це маленькі, сильні, обтяжені електромагніти прикріплені до обох трекпаді. Можливий точний контроль над частотою, амплітудою і напрямом їх руху. [2] Приводи дозволяють відчути обертання віртуального трекболу, клацання колеса віртуальної миші, або постріли гвинтівки. Всі види введення контролера (від тригерів до трекпедом) підтримують тактильну віддачу.

### Тригери з подвійним рівнем натискання
Тригери в даному контролері підтримують аналоговий і цифровий режими введення окремо, або одночасно. Це дозволяє, наприклад, навести мушку на мету легким натисканням тригера і зробити постріл сильнішим натисканням.

## Сумісність
Steam Controller сумісний з усіма іграми, доступними в каталозі Steam, що підтримують контролер.
Сумісність з іграми доступними поза Steam досягається за допомогою опції додавання сторонніх проектів.
Для всіх ігор, які не підтримують управління контролером, корпорація Valve додала режим сумісності, що дозволяє контролеру видати себе за мишу і клавіатуру. Конфігураційна утиліта для створення налаштувань управління дозволяє гравцям створювати свої розкладки для різних ігор і ділитися ними. Всі інші гравці зможуть вибирати конфігурацію зі списку найбільш популярних. Дані розкладки прив'язуються до самого контролера.

## Розвиток
Оригінальна конструкція контролера полягала у тому, щоб у центрі пристрою був сенсорний екран. Сенсорний екран діяв би подібно до клавіатури миші та дозволяв гравцям виконувати дії, які, як правило, не здатні на контролерах, оперуючи безпосередньо Steam або SteamOS і накладаючи дисплей сенсорного екрану на екрани гравців, щоб дозволити маніпулювати грою, не відволікаючи увагу від екрану. Однак на заході в Steam Dev Days в січні 2014 року Valve виявив, що з тих пір скинув концепцію сенсорного екрану з контролера, переставивши існуючі кнопки обличчя на більш сумісні з існуючими іграми.
Valve пройшов кілька ітерацій для контролера, який міг би імітувати управління клавіатурою та мишею, використовуючи прототипи, виготовлені за допомогою 3D-друку для перевірки ергономічності. Ранні версії дизайну контролера включали трекбол, вбудований в контролер для імітації функціональності миші, але в кінцевому підсумку трекпадів вирішили розробникам надати більше функціональних можливостей, включаючи можливість імітувати рух трекболу шляхом відстеження руху пальця на трекпад. Конструкція трекпадів та контролерів була зроблена для того, щоб мінімізувати кількість контактів, які мали би великі пальці гравця на трекпад, коли він тримає пристрій. На відміну від своїх нинішніх планів щодо того, щоб сторонні постачальники обладнання виробляли парові машини, Valve планує залишатися єдиним виробником Steam Controller. Грег Кумер Valve заявив, що це рішення ґрунтувалося на досягненні найкращої реалізації контролера та бачення Valve для пристрою, зазначивши, що "ми не думали, що реально буде можливо передавати проект на виготовлення та оздоблення контролер таким чином, що дозволить третім сторонам взяти у нас ідею чи еталонну конструкцію та вивести її на ринок досить скоро ". Valve уточнив, що вони відкриють специфікації для сторонніх контролерів, які розробляються. З грудня 2015 року Valve працює з роботозбірною роботою Flex в Buffalo Grove, штат Іллінойс, для збирання машин; жартома, машини отримали брендинг Aperture Science, вигадану компанію із серії Valve's Portal.

### Оновлення
Valve висунув оновлення, що дають змогу більше налаштувати та функціонально використовувати контролер Steam. Valve додав удосконалення можливостей контролера на основі зворотного зв'язку з громадськістю після його запуску, які включають схеми управління рухом та націленням за допомогою свого внутрішнього гіроскопа, можливість запускати дії, які дозволяють переміщувати курсор обмеженими певними регіонами в інтерфейсі (наприклад, маніпулювати a міні-карта гри), спливаюче меню з швидким доступом на 16 команд, яке може діяти аналогічно клавішам для ігор з клавіатурою та мишею, збереження конфігурації контролера на хмарі та підтримка ігор без Steam, які в іншому випадку можуть відтворюватися через Steam Накладення. У червні 2016 року було введено декілька оновлень. Одне оновлення дозволило користувачам створювати дії за допомогою контролера для переключення між двома та більше різними конфігураціями. Це оновлення також дозволило налаштувати керування датчиками руху, які використовуються для ігор віртуальної реальності. Друге оновлення в червні 2016 року дозволило кнопкам «Активатори», які можуть реагувати по-різному, залежно від типу вводу кнопки, розрізняючи, наприклад, один короткий натискання, розширене утримування та подвійне натискання, наприклад. Активатори також можуть бути використані для імітації постійного утримування кнопки одним натисканням, як часто використовується для дії скручування у багатьох стрільців від першої особи чи третьої особи.
Valve планує підтримати аналогічні функції налаштування контролерів та інтерфейси користувачів для інших сумісних контролерів, і випустив перше таке оновлення в програмі Steam для контролера DualShock 4 від Sony в грудні 2016 року, а також бета-підтримку для інших контролерів, включаючи Xbox One в січні 2017 року. Підтримка для контролера Nintendo Switch Pro був доданий у травні 2018 року. Хоча інші контролери можуть використовуватися в Steam через основні функціональні можливості операційної системи, підтримка Steam дозволить гравцям налаштувати підтримувані контролери через аналогічний інтерфейс, запропонований для Steam Controller. Крім того, розробникам не потрібно знати про певний контролер, оскільки той же інтерфейс контролера Steam здійснює переклад на певне обладнання, яке використовується плеєром.
23 березня 2016 року Valve оголосив, що буде публічно випускати геометрію дизайну з автоматизованим дизайном для контролера Steam. Геометрія CAD буде випущена за ліцензією Creative Commons.
У травні 2018 року Valve оновив контролер, щоб увімкнути його зв'язок Bluetooth, що дозволило йому з'єднуватися з мобільними пристроями. Це дозволяє використовувати контролер поряд із програмою Steam Link, яка замінила обладнання Steam Link.

## Реліз та рецензії
Контролер Steam був публічно випущений у листопаді 2015 року, поряд із випуском Steam Machines. До червня 2016 року було продано понад 500 000, а до жовтня майже один мільйон продано, включаючи контролери, що входять в комплект із паровими машинами. У жовтні 2016 року Valve виявила, що 27 000 контролерів були «щоденно активними». У вересні 2018 року Valve оприлюднила нові дані, що показують, що приблизно 1,5 мільйона контролерів Steam підключилися до Steam, причому близько 14 % тих, хто підключився до Steam протягом місяця, коли проводилось опитування. Для порівняння, найпопулярнішим контролером, який використовується у Steam, є контролер Xbox 360, який має близько 27,2 мільйонів підключень і 14 % тих, хто підключений протягом місяця опитування.
У листопаді 2019 року Valve оголосив, що припинив подальше виробництво контролера і розпродав свій інвентар за значно зниженою ціною.